# Epigomphus obtusus
Epigomphus obtusus är en trollsländeart som först beskrevs av Selys 1869.  Epigomphus obtusus ingår i släktet Epigomphus och familjen flodtrollsländor. Inga underarter finns listade i Catalogue of Life.